# Jacob Henry Schiff
Jacob Henry Schiff (nato Jakob Heinrich Schiff; Francoforte sul Meno, 10 gennaio 1847 – New York, 25 settembre 1920) è stato un banchiere, imprenditore e filantropo tedesco naturalizzato statunitense, di origini ebraiche, ha contribuito a finanziare, tra molte altre cose, gli sforzi militari giapponesi contro la Russia zarista nella guerra russo-giapponese.

## Biografia
Nato in Germania, Schiff emigrò negli Stati Uniti d'America dopo la guerra civile americana ed entrò nella Kuhn Loeb & Co. Dalla sua base di Wall Street, fu il più importante leader ebreo dal 1880 al 1920, durante quella che in seguito fu nota come l'"era Schiff", affrontando sia le questioni più importanti che i problemi quotidiani riguardanti gli ebrei, come la condizione degli ebrei russi sotto lo zar, l'antisemitismo americano e internazionale, la cura degli immigrati ebrei bisognosi e l'ascesa del sionismo. Diresse molte importanti società, tra le quali National City Bank of New York, Equitable Life Assurance Society, Wells Fargo & Company e la Union Pacific Railroad. In molti dei suoi interessi si associò con E. H. Harriman.

### Prestiti al Giappone e ad altre nazioni
Quella che forse è la più famosa operazione finanziaria di Schiff ebbe luogo durante la guerra russo-giapponese del 1904 e 1905. Dopo aver incontrato a Parigi, nell'aprile 1904, il vice governatore della Banca del Giappone Takahashi Korekiyo, Schiff concesse all'Impero giapponese crediti per un ammontare di duecento milioni di dollari, attraverso la Kuhn, Loeb & Co. Fu la prima grande emissione di titoli giapponesi a Wall Street e fornì circa la metà delle risorse necessarie allo sforzo bellico del Giappone.
Schiff fece quest'operazione in parte perché credeva che l'oro non era importante quanto lo sforzo ed il desiderio di vincere una guerra di una nazione e in parte a causa dell'apparente stato di inferiorità del Giappone: all'epoca nessuna nazione europea era mai stata sconfitta da una nazione non europea in una guerra moderna su larga scala. È molto probabile che Schiff abbia inteso questo prestito anche come risposta, in nome del popolo ebraico, alla politica antisemita dell'Impero russo, in particolare per l'allora recente pogrom di Chișinău. Il prestito attrasse l'attenzione di tutto il mondo ed ebbe conseguenze di rilievo: il Giappone vinse la guerra, in gran parte grazie all'acquisto di munizioni reso possibile da prestito di Schiff. Alcuni leader giapponesi lo interpretarono come una dimostrazione del potere degli ebrei a livello mondiale.
In aggiunta al suo famoso prestito al Giappone, Schiff finanziò molte altre nazioni, comprese quelle che sarebbero diventate gli Imperi centrali. Durante la prima guerra mondiale Schiff esortò il presidente degli Stati Uniti Thomas Woodrow Wilson e altri statisti alleati a porre fine alla guerra il più rapidamente possibile, anche rinunciando alla vittoria: temeva per la vita della sua famiglia rimasta in Germania, ma anche per il futuro della sua terra d'adozione. Organizzò la concessione di crediti alla Francia e ad altre nazioni per scopi umanitari e si espresse contro la guerra sottomarina. Schiff fece in modo che nessuno dei suoi finanziamenti andasse all'Impero russo, che lui percepiva come oppressore del popolo ebraico; quando l'Impero russo cadde nel 1917, Schiff ritenne che tale oppressione fosse finita ed abrogò formalmente gli impedimenti ai prestiti alla Russia all'interno della sua azienda.